# Сёмаки (Ковельский район)
Сёмаки (укр. Сьомаки) — село в Смидинской сельской общине Ковельского района Волынской области Украины.
До 2020 года входило в Старовыжевский район.
Код КОАТУУ — 0725084203. Население по переписи 2001 года составляет 175 человек. Почтовый индекс — 44450. Телефонный код — 3346. Занимает площадь 1,382 км².